# Fibrillante
Fibrillante è il diciannovesimo album discografico in studio del cantautore italiano Eugenio Finardi, pubblicato il 28 gennaio 2014.

## Descrizione
Il disco, prodotto da Max Casacci (Subsonica) nello studio Andromeda di Torino, è stato realizzato con l'ausilio di altri artisti e ospiti: Manuel Agnelli degli Afterhours, due membri dei Perturbazione (Gigi Giancursi e Tommaso Cerasuolo), il pianista e compositore (ex-PFM) Vittorio Cosma e Patrizio Fariselli degli Area.
Fibrillante viene definito dall'autore un "disco di lotta" in cui si propone di "riscoprire gli ideali degli anni '70".

## Tracce
1. Aspettando – 4:20
2. Come Savonarola – 3:57
3. Lei s'illumina – 3:45
4. Cadere sognare – 5:09
5. La storia di Franco – 3:36
6. Fibrillante – 3:28
7. Le donne piangono in macchina – 3:25
8. Fortefragile – 3:55
9. Moderato – 4:51
10. Me ne vado – 5:44

## Formazione
- Eugenio Finardi – voce
- Marco Lamagna – basso
- Vittorio Cosma – pianoforte
- Giovanni Maggiore – chitarra elettrica, sintetizzatore, chitarra acustica
- Claudio Arfinengo – batteria
- Patrizio Fariselli – pianoforte
- Paolo Gambino – pianoforte, sintetizzatore, Fender Rhodes
- Cecilia Salmè – violoncello